# إلياس فرنانديز دي أوليفيرا
الياس فرنانديز دي اوليفيرا (22 مايو 1992 بساو برناردو دو كامبو في البرازيل - ) هو لاعب كرة قدم برازيلي في مركز الهجوم. لعب مع نادي بارانا ونادي بوسان أي بارك ونادي كورينثيانز وPerak F.C. ‏ ونادي بانغو أتلتيكو.

## وصلات خارجية
- إلياس فرنانديز دي أوليفيرا على موقع دوري كوريا الجنوبية (الإنجليزية)
- إلياس فرنانديز دي أوليفيرا على موقع قاعدة بيانات كرة القدم.إي يو (الإنجليزية)
- إلياس فرنانديز دي أوليفيرا على موقع Soccerway.com (الإنجليزية)
- إلياس فرنانديز دي أوليفيرا على موقع عالم كرة القدم.نت (الإنجليزية)